# Aire urbaine de Biars-sur-Cère
L'aire urbaine de Biars-sur-Cère est une aire urbaine française constituée autour de la ville de Biars-sur-Cère (Lot).

## Caractéristiques
D'après la délimitation établie par l'INSEE en 2010, l'aire urbaine de Biars-sur-Cère est composée de 7 communes, toutes situées dans le Lot .
Son pôle urbain est l'unité urbaine de Biars-sur-Cère.

### Communes
Liste des communes appartenant à l'aire urbaine de Biars-sur-Cère selon la nouvelle délimitation de 2010 et sa population municipale en 2010 (liste établie par ordre alphabétique) :
| Nom             | Code Insee | Statut | Superficie (km2) | Population (dernière pop. légale) | Densité (hab./km2) |
| --------------- | ---------- | ------ | ---------------- | --------------------------------- | ------------------ |
| Biars-sur-Cère  | 46029      |        | 3,63             | 2 033 (2014)                      | 560                |
| Bretenoux       | 46038      |        | 5,69             | 1 395 (2014)                      | 245                |
| Cahus           | 46043      |        | 10,01            | 200 (2014)                        | 20                 |
| Gagnac-sur-Cère | 46117      |        | 12,83            | 684 (2014)                        | 53                 |
| Girac           | 46123      |        | 4,40             | 371 (2014)                        | 84                 |
| Puybrun         | 46229      |        | 4,36             | 925 (2014)                        | 212                |
| Tauriac         | 46313      |        | 8,23             | 404 (2014)                        | 49                 |

## Évolution démographique
L'évolution démographique ci-dessous concerne l'unité urbaine selon le périmètre défini en 2010.
| 1968  | 1975  | 1982  | 1990  | 1999  | 2008  | 2013  | - |
| ----- | ----- | ----- | ----- | ----- | ----- | ----- | - |
| 4 448 | 4 877 | 5 218 | 5 340 | 5 459 | 5 837 | 5 904 | - |